# Bellibos (Bemerria) monicae
Bellibos (Bemerria) monicae is een pissebed uit de familie Munnopsidae. De wetenschappelijke naam van de soort is voor het eerst geldig gepubliceerd in 1975 door Chardy.